# Каланхое метельчатоцветковое
Каланхое метельчатоцветковое (лат. Kalanchoe thyrsiflora) — вид суккулентных растений рода Каланхое (Kalanchoe) семейства Толстянковые (Crassulaceae) произрастающий в нескольких странах Южной Африки.

## Название
Родовое научное латинское название Kalanchoe является французской фонетической транскрипцией китайского Kalan Chauhuy – «то, которое падает и растет», в виду того что у некоторых видов дочерние растения образуются прямо на листьях, затем падают и прорастают.
Видовой научный латинский эпитет thyrsiflora происходит от др.-греч. thúrsos, θύρσος — густая метёлка и лат. Flōra — Флора, богиня цветов.

## Описание
Вечнозеленый, монокарпический, двулетний или многолетний суккулент с большими округлыми, толстыми, сидячими листьями, серовато-зеленого цвета; при хорошем освещении листовые пластинки имеют красноватые края. Растение достигает в высоту 1,5 м, цветонос 1 м.
Соцветия крупные диаметром 8 см; цветки желтые, ароматные.

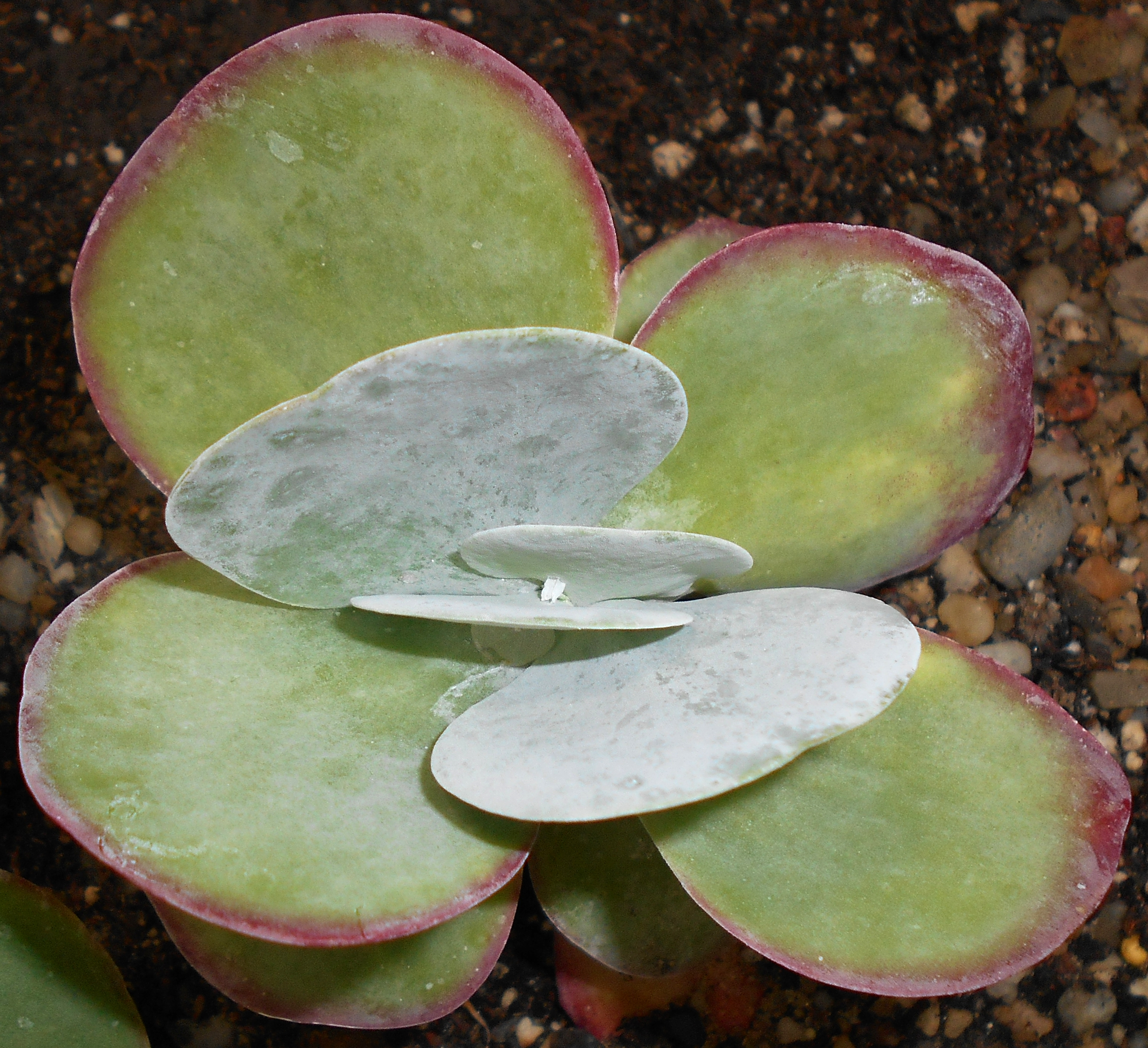
Листья
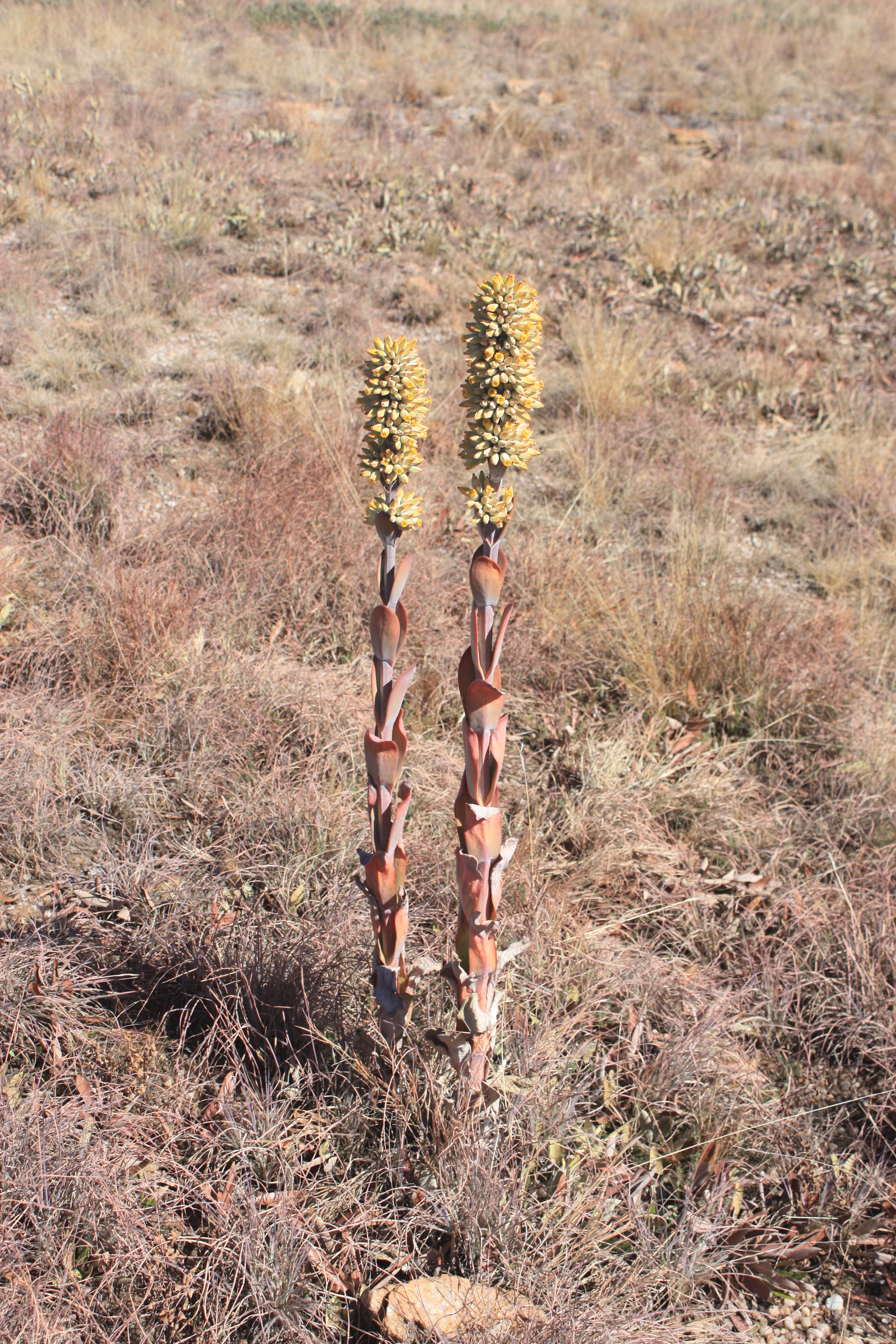
Цветонос
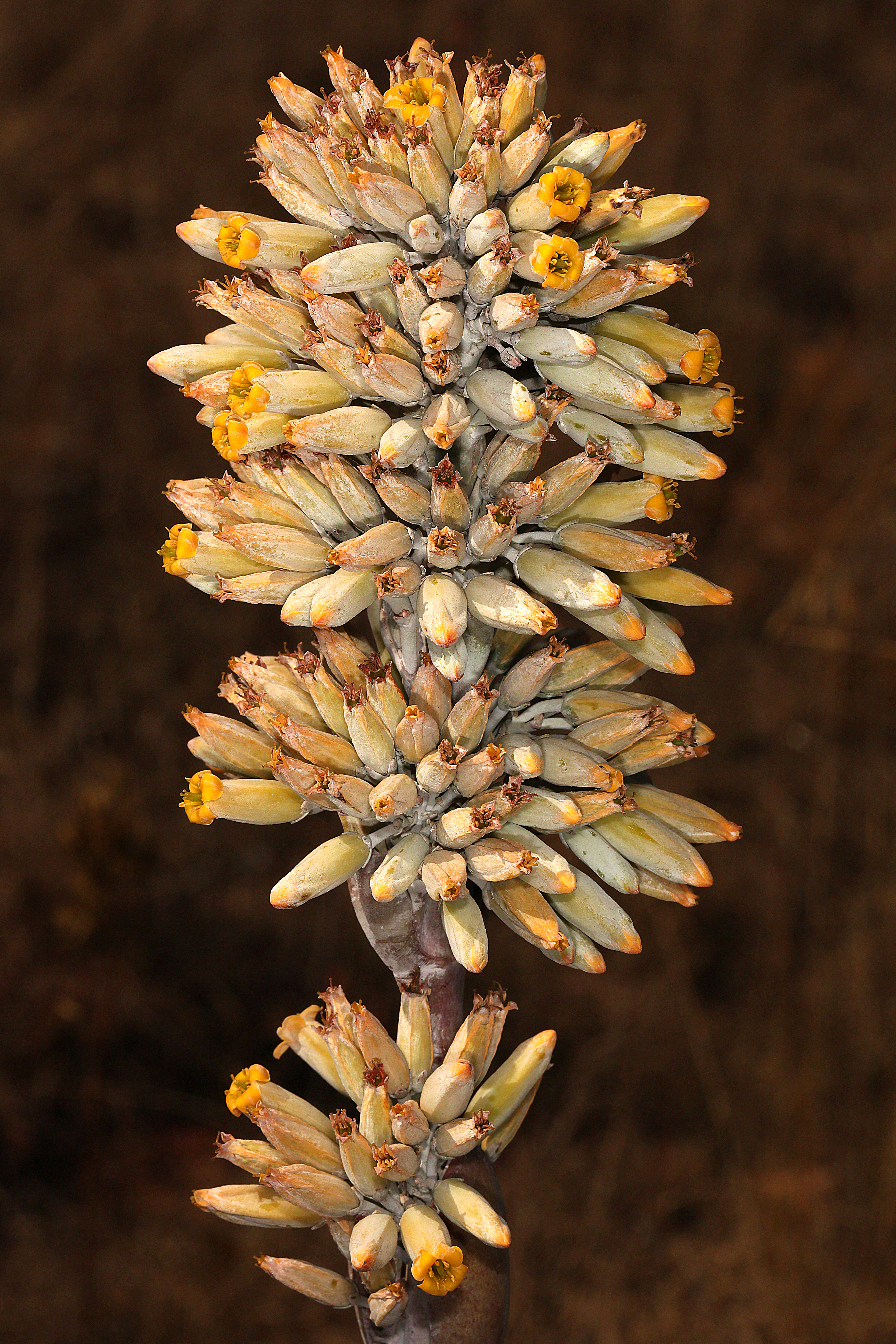
Соцветие
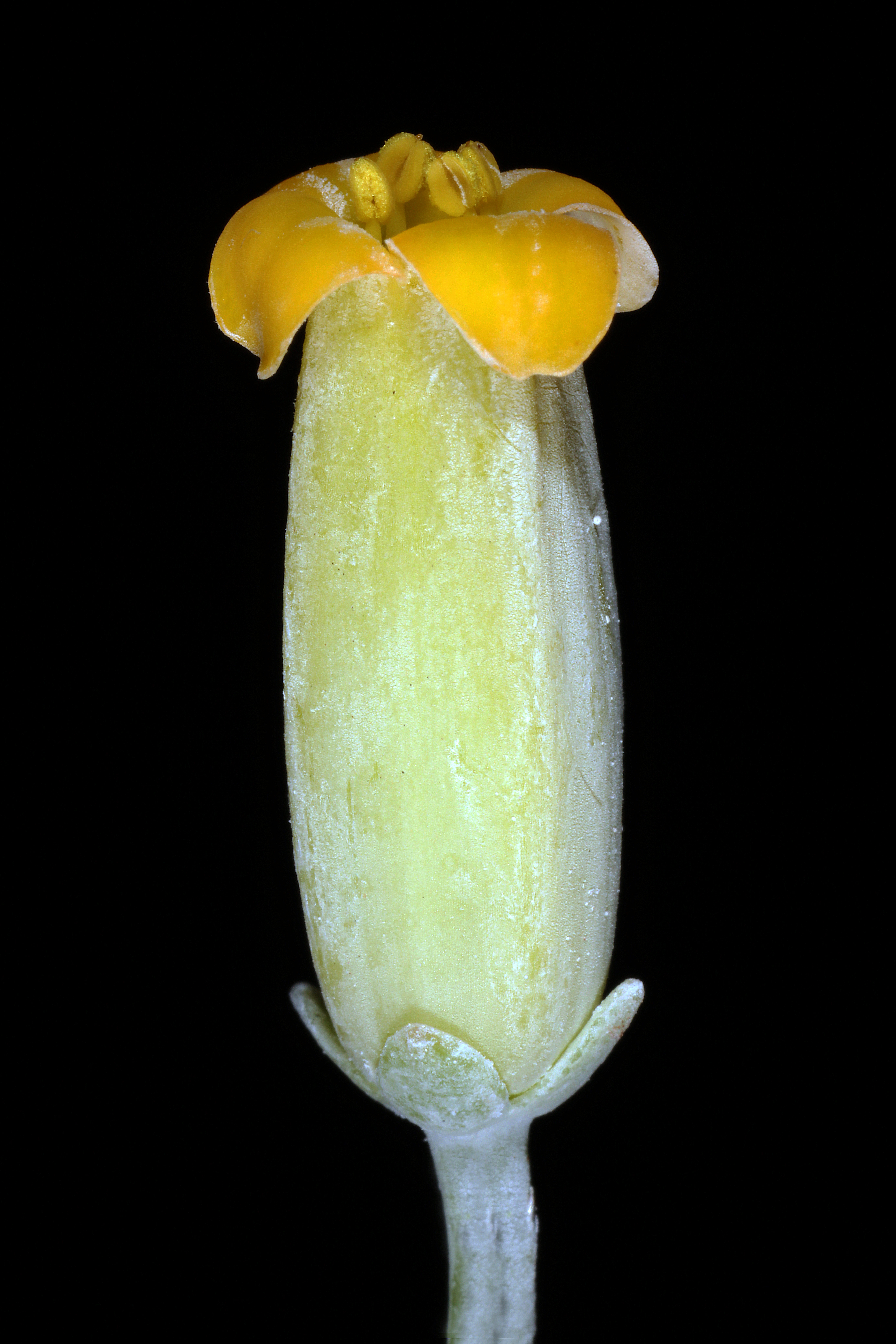
Цветок

## Распространение
Произрастает в Ботсване, Лесото, Эсватини и на Мадагаскаре. Растет в основном в биоме пустыни или кустарниковой степи.

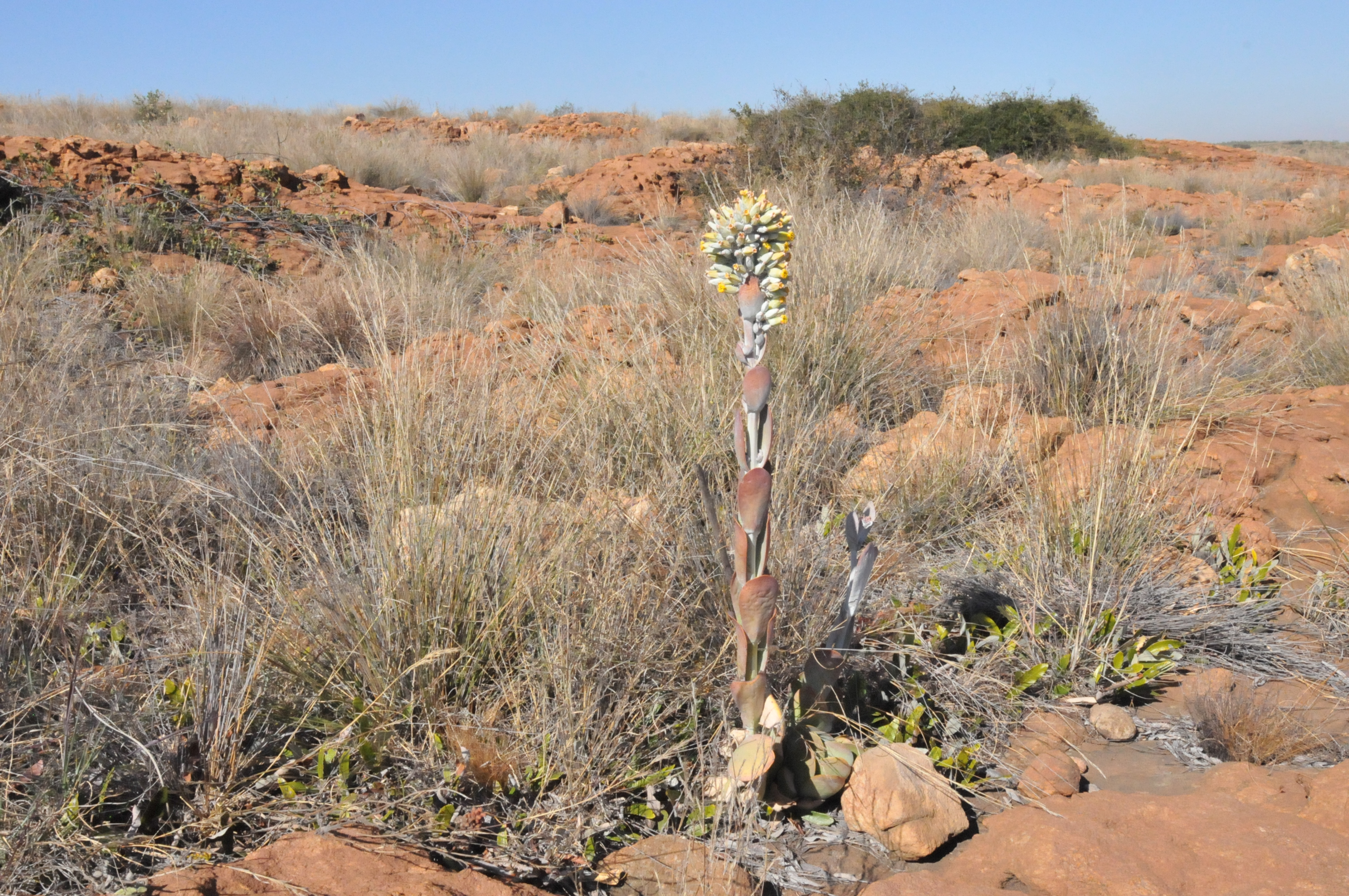
Растение в своей естественной среде обитания
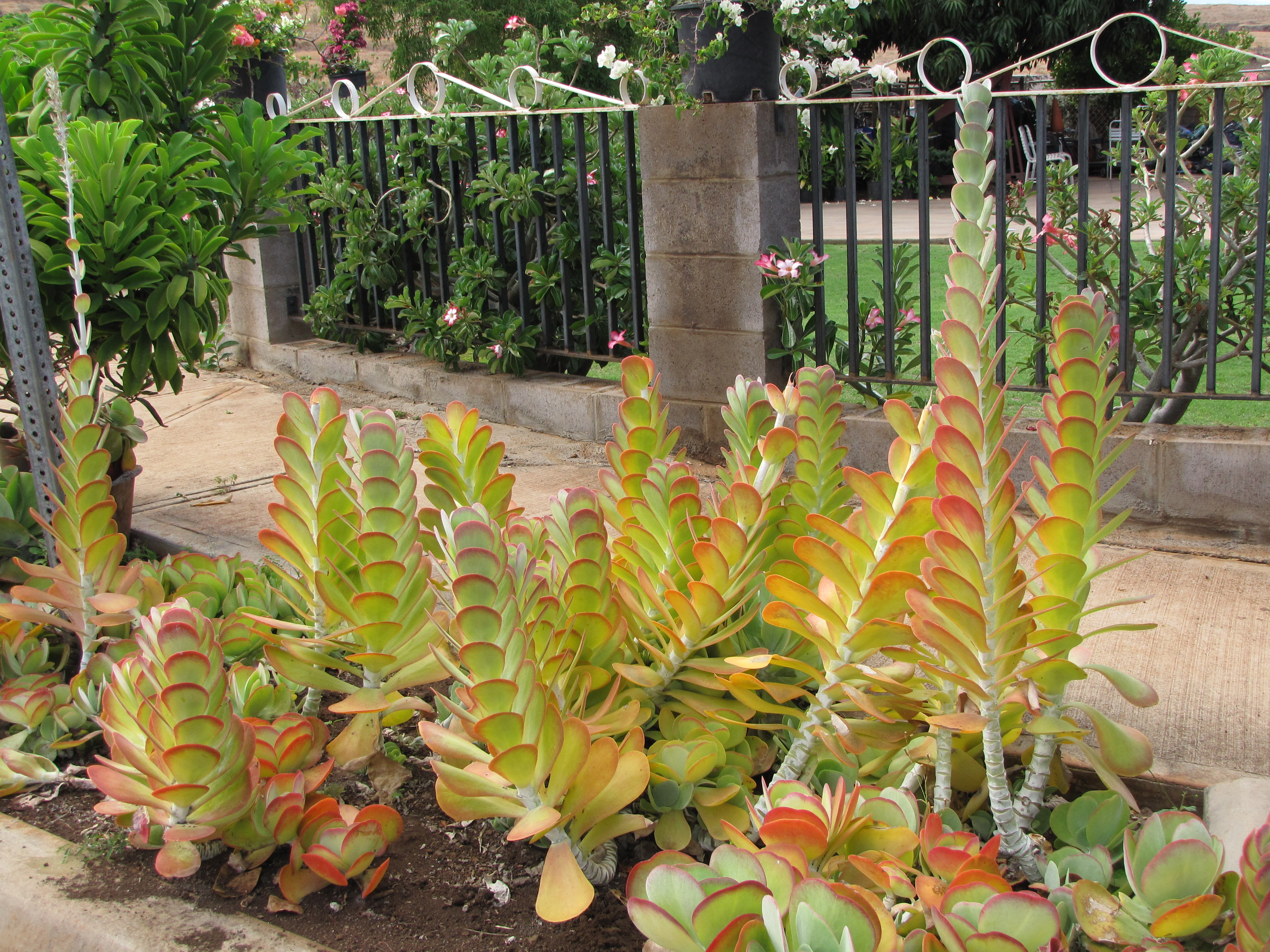
Декоративное применение

## Таксономия
Kalanchoe thyrsiflora Harv., первое упоминание в W.H.Harvey & auct. suc. (eds.), Fl. Cap. 2: 380 (1862).

#### Синонимы
Гетеротипные (основанные на разных номенклатурных типах):
- Kalanchoe alternans Eckl. & Zeyh. ex Harv. (1862)